# Sansevieria aubrytiana
Espèce
Classification APG III (2009)
Sansevieria aubrytiana, également appelée Dracaena aubrytiana, est une espèce de plantes de la famille des Liliaceae et du genre Sansevieria.

## Description
Plante succulente, Sansevieria aubrytiana est une espèce de sansevières feuilles larges et longues, évasées en leur milieu, de couleur vert à vert-clair.
Elle a été identifiée comme espèce à part entière en 1861 par le botaniste et horticulteur français Élie-Abel Carrière.

## Distribution et habitat
L'espèce est originaire des forêts tropicales d'Afrique de l'Est.

## Synonymes et cultivars
Identifiée pour la première fois en 1861, cette espèce a été par la suite redécouverte sous divers noms par différents botanistes dont :
- Sansevieria bracteata
- Sansevieria kirkii (Baker, 1887)
- Sansevieria raffillii var. pulchra (N.E. Brown, 1915)